# Dominions (серия игр)
Dominions — серия пошаговых стратегических компьютерных игр, создаваемых независимой компанией Illwinter Game Design. Характерными чертами серии являются довольно бедная графика и очень развитая магическая система. Цель всех игр серии — распространить своё влияние на все провинции (сегменты карты) и стать единоличным властителем мира.
Игры серии Dominions рассчитаны на многопользовательскую игру. Все необходимые файлы для запуска на этих операционных системах обычно находятся на диске с игрой.

## Игры серии
На данный момент серия насчитывает шесть игр:
- Dominions: Priests, Prophets and Pretenders (2001)
- Dominions II: The Ascension Wars (2003)
- Dominions 3: The Awakening (2006)
- Dominions 4: Thrones of Ascension[англ.] (2013)
- Dominions 5: Warriors of the Faith[англ.] (2017)
- Dominions 6: Rise of the Pantokrator (2024)